# Antonie Jacob Willem Farncombe Sanders
Antonie Jacob Willem Farncombe Sanders (Medemblik, 22 juli 1833 - 's-Gravenhage, 7 september 1896) was een Nederlands politicus.
Farncombe Sanders was een onderwijsinspecteur uit Utrecht die tien jaar Tweede Kamerlid voor het district Haarlem was. Hij maakte voor hij in de Kamer kwam deel uit van de Grondwetscommissie-Heemskerk. 
Farncombe Sanders behoorde tot de vooruitstrevende liberalen en was voorstander van kiesrechtuitbreiding en tegenstander van hoge defensie-uitgaven. Hij publiceerde vooral over onderwijsvraagstukken en voerde daarover ook regelmatig het woord in de Kamer. Hij sprak daarnaast ook onder meer over kiesrecht en Surinaamse zaken.
Zijn bibliotheek met voornamelijk werken over staatsrecht en kiesrecht heeft hij nagelaten aan de Tweede Kamer en vormt daar het grootste legaat van de bibliotheek in de Handelingenkamer.
- Biografisch Portaal: 24956588
- Digitale Bibliotheek voor de Nederlandse Letteren: sand065
- International Standard Name Identifier: 0000 0003 9084 310X
- Nederlandse Thesaurus van Auteursnamen: 070413916
- Parlement.com: vg09ll0kstyk
- Virtual International Authority File: 284557014
- WorldCat: E39PBJfH3JGjvHDfYWbFDJPbBP